# Salsalate
Salsalate là một thuốc chống viêm non-steroid thuộc nhóm salicylate.
Một số biệt dược như: Mono-Gesic, Salflex, Disalcid, and Salsitab.
Tác dụng và chỉ định giống aspirin.